# Villa Trapp

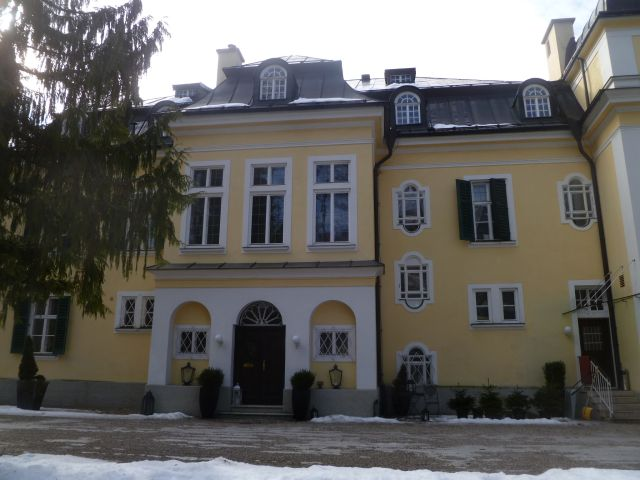
Villa Trapp: Vorderansicht

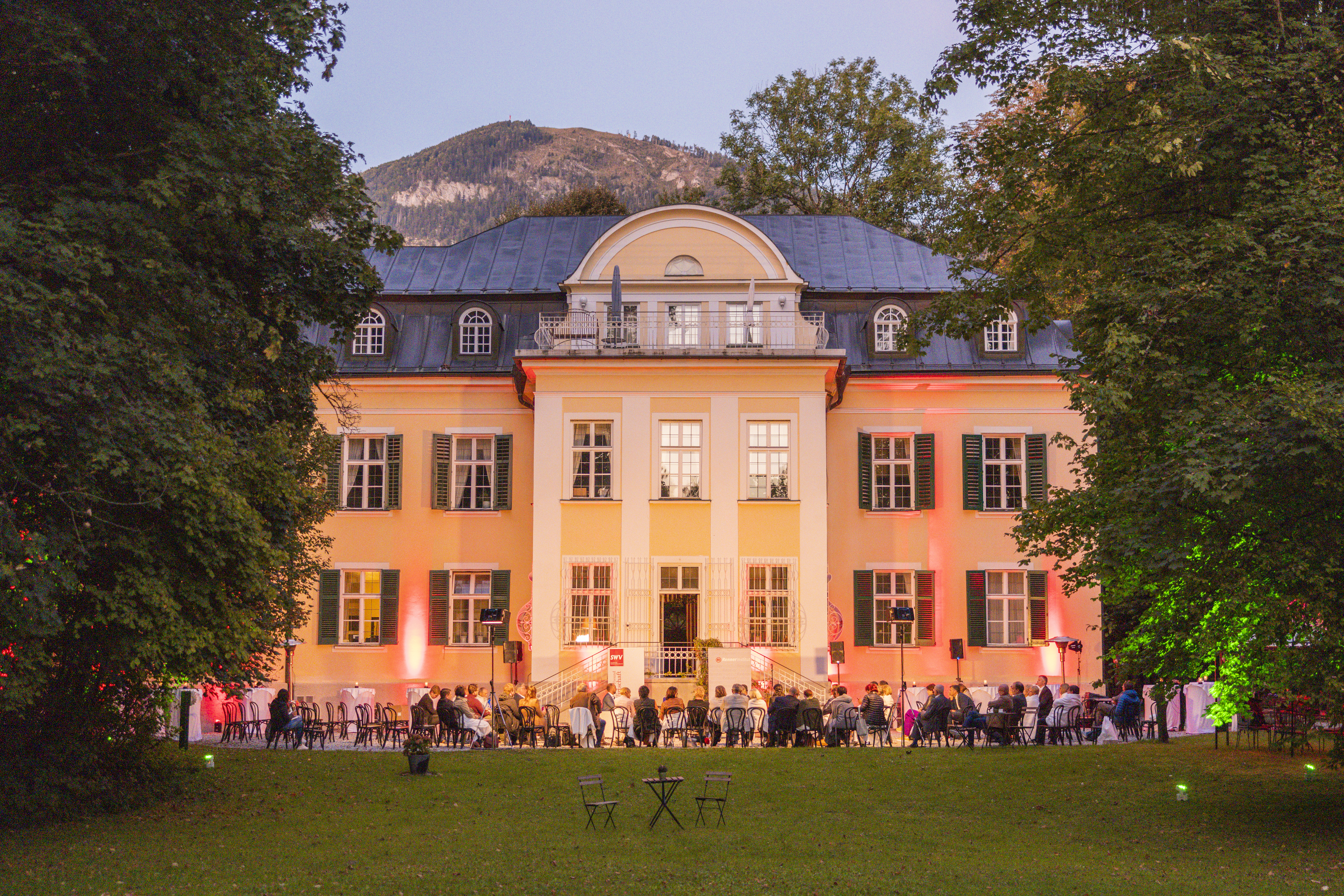
Villa Trapp: Gartenfront

Die Villa Trapp, nach ihren Vorbesitzern auch Villa Walburga oder Villa Lamberg genannt, ist eine Touristenattraktion im Stadtteil Aigen (Traunstraße 36) der österreichischen Landeshauptstadt Salzburg. In unmittelbarer Nähe befindet sich die Georg-von-Trapp-Straße.
Das Gebäude wurde 1863 von Architekt Valentin Ceconi erbaut und 1864 an Walburga Weinwurm, geb. Reichenberg, verkauft; daher die Bezeichnung Villa Walburga. 1883 wurde es von Berta Gräfin Lamberg erworben, wobei ihr Gatte weitere Grundstücke zur Erweiterung der Garten- und Parkanlagen erwarb. Zudem ließ Lamberg die Villa nach Norden um zwei Achsen und Turmanbauten erweitern.
1923 wurde die Villa von Baron Georg Ludwig von Trapp, einem Enkel des Grafen Lamberg, übernommen und bis 1938 als Sitz für seine Familie genutzt; er ließ das Haus durch die Architekten Spindler & Rehrl erneut umbauen, insbesondere wurde das Dachgeschoß für die sieben Kinder ausgebaut. Durch den Einzug der Familie wurde das Gebäude als Villa Trapp bekannt, insbesondere nach dem Film Die Trapp-Familie und dem darauf basierenden Musical The Sound of Music. Die Trapp-Familie wohnte in dem Anwesen von 1923 bis zu ihrer Flucht vor den Nationalsozialisten in die USA 1938.
Während der Zeit des Nationalsozialismus residierte der Reichsführer SS und Chef der deutschen Polizei Heinrich Himmler in der Villa und ließ angeblich die Hauskapelle in eine Bierhalle umfunktionieren; „angeblich“ insofern, als nach den ursprünglichen Bauplänen des Hauses zunächst kein Kapellenraum ausgewiesen war.
Im Jahr 1953 erwarb der Missionsorden der Missionare vom Kostbaren Blut die Villa Trapp. Bis heute befindet sich die Anlage im Besitz des Ordens, im ehemaligen Park der Villa wurde von 1961 bis 1964 das Kolleg St. Josef errichtete.
Von 2008 bis 2021 wurde die Villa vom Orden vermietet und als Hotel genutzt, zu dessen Einweihung einige Mitglieder der Familie Trapp extra aus Amerika anreisten: Maria Franziska von Trapp (1914–2014), ihr Halbbruder Johannes von Trapp (* 1939) und deren Schwägerin Erika, die Witwe von Werner von Trapp. 
Seit dem Auslaufen des Mietvertrags mit Ende 2021 wird das Gebäude als „Haus Magnificat“ wieder vom Missionsorden betrieben. Durch Rückbauten sowie die Wiederverwendung der eingelagerten bunten Kirchenfenster, konnte die Kapelle wieder eingerichtet werden. Neben der Nutzung durch Laienmitglieder des Ordens gibt es auch Räumlichkeiten für Menschen, „die zu uns zur inneren Einkehr oder zu Exerzitien kommen wollen“.